# لولة درق حاج نجف
لولة درق‌ حاج‌ نجف هي قرية في مقاطعة بارس أباد، إيران. يقدر عدد سكانها بـ 350 نسمة بحسب إحصاء 2016.